# أليخاندرو أغيلار
أليخاندرو أغيلار (بالإسبانية: Alejandro Aguilar)‏ (10 أكتوبر 1990 بالأخويلا في كوستاريكا - ) هو لاعب كرة قدم كوستاريكي في مركز الهجوم. شارك مع منتخب كوستاريكا لكرة القدم. أما مع النوادي، فقد لعب مع نادي ألاجولينسي وA.D. Carmelita ‏.

## وصلات خارجية
- أليخاندرو أغيلار على موقع قاعدة بيانات كرة القدم.إي يو (الإنجليزية)
- أليخاندرو أغيلار على موقع ناشيونال فوتبول تيمز (الإنجليزية)
- أليخاندرو أغيلار على موقع Soccerway.com (الإنجليزية)